# Bývalá poštovní stanice (Stonařov)
Bývalá poštovní stanice ve Stonařově u Jihlavy je klasicistní budova v blízkosti bývalé císařské silnice z Vídně do Prahy.

## Historie
Císařská cesta Praha–Vídeň byla na základě rozhodnutí císařovny Marie Terezie vybudována v roce 1739 a byla na ni přeložena poštovní přeprava. První zmínka o poštmistrovi ve Stonařově pochází z roku 1750, kdy byla císařská cesta uvedena do provozu (zcela dokončena byla až v roce 1760), a kolem tohoto roku byla také vybudována budova poštovní stanice. V roce 1778 byla již budova zanesena v katastrální mapě. V roce 1784 stanici zachvátil požár. Na mapě stabilního katastru z roku 1835 je stanice zanesena jako jedna z největších usedlostí v obci: jednalo se o třítraktovou zděnou budovu doplněnou dalšími dřevěnými hospodářskými objekty, jako například stájemi, kočárovnou nebo stodolou. Do 21. století se dochovala pouze část hlavní zděné budovy. V roce 1907 byl v poštovní stanici zřízen také telegraf. Od roku 2020 je budova chráněna jako kulturní památka.
Provozovateli poštovní stanice byli po jejím vzniku nejprve soukromníci, až v roce 1841 převzal provozování stát. V roce 1835 na trase fungovalo 21 poštovních stanic. Jako kulturní památky jsou kromě stonařovské poštovní stanice chráněny poštovní stanice v Běchovicích, v Kolíně, v Kameni a ve Vranovské Vsi. Ostatní poštovní stanice na této cestě buď zcela zanikly, nebo byly novodobými přestavbami zhodnoceny.

## Architektura
Jednopatrový dům je situován na návsi, do které se obrací východním hlavním průčelím. Jedná se o zděný dům se sedlovou střechou krytou taškami. Mohutné hlavní průčelí je desetiosé, s mírně předstupujícím středovým čtyřosým rizalitem s trojúhelníkovým frontonem zdobeným římsou se zubořezem. Přízemí je bosované, okna v patře jsou doplněna nadokenními římsami nebo frontony. Boční průčelí, na která měla původně navazovat řadová výstavba, jsou prolomena několika novodobými okny. Také průčelí směřující do dvora utrpělo nevhodnými stavebními úpravami na počátku 20. století – v místech původní dřevěné pavlače se schodištěm byly připojeny zděné přístavby.
Na rozdíl od exteriéru je interiér dochován autentičtěji. Stropy v přízemí jsou zaklenuté plackovými klenbami se štukovými zrcadly, do podkroví vede tříramenné schodiště. Dochovaly se rovněž kamenné dlažby a v prostoru schodiště i původní okenní a dveřní výplně včetně kování.